# Delitschia pachylospora
Delitschia pachylospora är en svampart som beskrevs av Luck-Allen & Cain 1975. Delitschia pachylospora ingår i släktet Delitschia och familjen Delitschiaceae.   Inga underarter finns listade i Catalogue of Life.